# Площадь Пантелеймона Кулиша
Пло́щадь Пантелеймона Кулиша — площадь в Днепровском районе города Киева, находится в жилом массиве Левобережный (историческое название — Никольская Слободка). Расположена между улицами Митрополита Андрея Шептицкого (Луначарского), Андрея Аболмасова (Панельной) и Челябинской. Возникла в 1980-х годах. Название получила в честь украинского поэта и этнографа Пантелеймона Кулиша.
В 1980-2016 годах — площадь Анатолия Луначарского.

## Транспорт
- Автобус 95, 87, 108
- Станция метро «Левобережная» (1,2 км)
- Ж.д. станция Киев-Днепровский (0,6 км)

## Почтовый индекс
02002